# همپنس
همپنس (به هلندی: Hempens) یک منطقهٔ مسکونی در هلند است که در لیوواردن واقع شده‌است.